# 김성은 (아나운서)
김성은(金成恩, 1969년 7월 26일~)은 대한민국의 아나운서다.

## 학력
- 원광대학교 가정교육학과(졸업)

## 경력
- 1993년 10월: KBS 19기 공채 아나운서
- 한국아나운서연합회 부회장
- 2016년 5월~2018년 4월 : KBS 아나운서실 아나운서1부장
- 2024년 12월~ : KBS 시청자센터장

## 진행

### 텔레비전
- 1993년: KBS 1TV 《KBS 뉴스 9》 주말
- 1994년: KBS 1TV 《KBS 뉴스광장》
- 1994년: KBS 1TV 《KBS 뉴스 (930)》
- 1996년: KBS 1TV 《6시 내고향》
- 1997년 10월 20일~1998년 10월 10일, 2000년 5월 1일~2001년 4월 28일: KBS 2TV 《KBS 뉴스》
- 2003년: KBS 1TV 《KBS 뉴스라인》
- 2007년: KBS 2TV 《사랑의 가족》
- 2013년: KBS 2TV, KBS 1TV 《사랑의 가족》
- 2017년 9월 1일~2018년 1월 23일《6시 내고향》 (임시진행)[1]
- 2017년 10월 8일 : KBS 1TV 《도전! 골든벨》 임시 MC(2017년 10월 8일)
- 2021년: KBS 2TV 《KBS 3시 뉴스타임》 임시 진행(4월 5일 ~4월 16일, 6월 7일~6월 11일)

### 라디오
- 2000년~2017년: KBS 제2라디오 《KBS 제2라디오 정시 뉴스》
- 2006년~2007년: KBS 제1라디오 《KBS 제1라디오 저녁종합뉴스》
- 2007년: KBS 제2라디오 《신바람 세상》
- 2011년: KBS 제2라디오 《활기찬 새아침》
- 2013년: KBS 제2라디오 《출발! 해피FM》
- 2022년~2025년: KBS 한민족방송 《팝스 프리덤》

## 수상
- 2013년 KBS 라디오 골든 보이스

## 가족
- 자녀: 1남 1녀
- 여동생: 김태은